# جيرو ديل ترينتينو 2017
جيرو ديل ترينتينو 2017 (بالإنجليزية: 2017 Tour of the Alps)‏ هو سباق دراجات هوائية، وهو الموسم رقم 41 من السباق، وأقيم خلال الفترة 17 أبريل 2017، وحتى 21 أبريل 2017، وامتدّ لمسافة 787.7 كيلومتر، وهو أحد سباقات طواف أوروبا للدراجات 2017، وقد شارك في السباق 139 متسابقاً ووصل إلى نهايته 109 متسابقاً.
فاز فيه بالمركز الأول جيرانت توماس، وبالمركز الثاني تيبو بينو، وبالمركز الثالث دومينيكو بوزوفيفو، والفائز حسب ترتيب السرعة باسكال أكرمان، والفريق الفائز في ترتيب الفرق بي إم سي راسينغ 2017.

## الفرق
| فرق عالمية (7)- AG2R La Mondiale - Astana - BMC Racing Team - Bora-Hansgrohe - Cannondale-Drapac - FDJ - سكاي فرق قارية محترفة (7)- أندروني جوكاتولي-سيدرمك ‏ - أكوا بلو سبورت 2017 ‏ - Bardiani CSF - كاجا رورال-سيغوروس 2017 ‏ - غازبروم روسفيلو ‏ - نيبو-فيني فانتيني 2017 ‏ - ويلير تريستينا-سيل إيطاليا 2017 ‏ فرق قارية (3)- بايك أيد 2017 ‏ - MG.K vis Colors for Peace ‏ - فريق تيرول كيه تي إم للدراجات ‏ فريق وطني- فريق إيطاليا لركوب الدراجات للرجال 2017 ‏ |  |
| |  |

## المراحل
| قائمة المراحل | قائمة المراحل | قائمة المراحل                     | قائمة المراحل      | قائمة المراحل | قائمة المراحل     | قائمة المراحل  |
| المرحلة       | التاريخ       | الدورة                            |                    | المسافة (كم)  | الفائز بالمرحلة   | القائد العام   |
| ------------- | ------------- | --------------------------------- | ------------------ | ------------- | ----------------- | -------------- |
| 1             | 17 أبريل      | كوفشتاين – Hungerburg ‏            | مرحلة جبلية        | 145٫1         | ميشيل سكاربوني    | ميشيل سكاربوني |
| 4             | 20 أبريل      | بولسانو – Cles ‏                   | مرحلة جبلية متوسطة | 172٫1         | Matteo Montaguti ‏ | جيرانت توماس   |
| 3             | 19 أبريل      | Niederdorf, South Tyrol ‏ – ڤيلنوس | مرحلة جبلية        | 137٫5         | جيرانت توماس      | جيرانت توماس   |
| 2             | 18 أبريل      | ستيرزنج – Innervillgraten ‏        | مرحلة جبلية متوسطة | 140٫5         | روهان دنيس        | تيبو بينو      |
| 5             | 21 أبريل      | Smarano ‏ – ترينتو                 | مرحلة جبلية        | 192٫5         | تيبو بينو         | جيرانت توماس   |

## النتيجة

### مرحلة 1
هي مرحلة جبلية، أجريت في 17 أبريل 2017، وامتدّت لمسافة 145.1 كيلومتر فاز بالمرحلة ميشيل سكاربوني، ومتصدر الترتيب العام في نهاية المرحلة ميشيل سكاربوني.
| التصنيف العام | التصنيف العام     | التصنيف العام   | التصنيف العام               | التصنيف العام     |        |
| الدراج        | الدراج            | البلد           | الفريق                      | الوقت             | السرعة |
| ------------- | ----------------- | --------------- | --------------------------- | ----------------- | ------ |
| 1.            | ميشيل سكاربوني    | إيطاليا         | أستانا                      | 3 س 32 دقيقة 05 ث |        |
| 2.            | جيرانت توماس      | المملكة المتحدة | سكاي                        | + 4 ث             |        |
| 3.            | تيبو بينو         | فرنسا           | إف دي جي                    | + 6 ث             |        |
| 4.            | دافيد فورمولو     | إيطاليا         | كانونديل دراباك             | + 10 ث            |        |
| 5.            | دومينيكو بوزوفيفو | إيطاليا         | أيه إل أم                   | + 10 ث            |        |
| 6.            | داريو كاتالدو     | إيطاليا         | أستانا                      | + 10 ث            |        |
| 7.            | ماتيا كاتانيو     | إيطاليا         | Androni-Sidermec-Bottecchia | + 14 ث            |        |
| 8.            | هيو كارثي         | المملكة المتحدة | كانونديل دراباك             | + 18 ث            |        |
| 9.            | روهان دنيس        | أستراليا        | بي إم سي راسينغ             | + 21 ث            |        |
| 10.           | داميانو كاروسو    | إيطاليا         | بي إم سي راسينغ             | + 21 ث            |        |

### مرحلة 2
هي مرحلة جبلية متوسطة، أجريت في 18 أبريل 2017، وامتدّت لمسافة 140.5 كيلومتر فاز بالمرحلة روهان دنيس، ومتصدر الترتيب العام في نهاية المرحلة تيبو بينو.
| التصنيف العام | التصنيف العام     | التصنيف العام   | التصنيف العام               | التصنيف العام     |        |
| الدراج        | الدراج            | البلد           | الفريق                      | الوقت             | السرعة |
| ------------- | ----------------- | --------------- | --------------------------- | ----------------- | ------ |
| 1.            | تيبو بينو         | فرنسا           | إف دي جي                    | 6 س 52 دقيقة 18 ث |        |
| 2.            | ميشيل سكاربوني    | إيطاليا         | أستانا                      | + 0 ث             |        |
| 3.            | جيرانت توماس      | المملكة المتحدة | سكاي                        | + 4 ث             |        |
| 4.            | داريو كاتالدو     | إيطاليا         | أستانا                      | + 10 ث            |        |
| 5.            | دومينيكو بوزوفيفو | إيطاليا         | أيه إل أم                   | + 10 ث            |        |
| 6.            | دافيد فورمولو     | إيطاليا         | كانونديل دراباك             | + 10 ث            |        |
| 7.            | روهان دنيس        | أستراليا        | بي إم سي راسينغ             | + 11 ث            |        |
| 8.            | ماتيا كاتانيو     | إيطاليا         | Androni-Sidermec-Bottecchia | + 14 ث            |        |
| 9.            | هيو كارثي         | المملكة المتحدة | كانونديل دراباك             | + 18 ث            |        |
| 10.           | داميانو كاروسو    | إيطاليا         | بي إم سي راسينغ             | + 21 ث            |        |

### مرحلة 3
هي مرحلة جبلية، أجريت في 19 أبريل 2017، وامتدّت لمسافة 137.5 كيلومتر فاز بالمرحلة جيرانت توماس، ومتصدر الترتيب العام في نهاية المرحلة جيرانت توماس.
| التصنيف العام | التصنيف العام     | التصنيف العام   | التصنيف العام   | التصنيف العام      |        |
| الدراج        | الدراج            | البلد           | الفريق          | الوقت              | السرعة |
| ------------- | ----------------- | --------------- | --------------- | ------------------ | ------ |
| 1.            | جيرانت توماس      | المملكة المتحدة | سكاي            | 10 س 40 دقيقة 02 ث |        |
| 2.            | دومينيكو بوزوفيفو | إيطاليا         | أيه إل أم       | + 16 ث             |        |
| 3.            | تيبو بينو         | فرنسا           | إف دي جي        | + 19 ث             |        |
| 4.            | ميشيل سكاربوني    | إيطاليا         | أستانا          | + 21 ث             |        |
| 5.            | دافيد فورمولو     | إيطاليا         | كانونديل دراباك | + 31 ث             |        |
| 6.            | مايكل اندا        | إسبانيا         | سكاي            | + 36 ث             |        |
| 7.            | هيو كارثي         | المملكة المتحدة | كانونديل دراباك | + 39 ث             |        |
| 8.            | داميانو كاروسو    | إيطاليا         | بي إم سي راسينغ | + 42 ث             |        |
| 9.            | بيير رولان        | فرنسا           | كانونديل دراباك | + 46 ث             |        |
| 10.           | Danilo Celano ‏    | إيطاليا         | إيطاليا         | + 48 ث             |        |

### مرحلة 4
هي مرحلة جبلية متوسطة، أجريت في 20 أبريل 2017، وامتدّت لمسافة 172.1 كيلومتر فاز بالمرحلة Matteo Montaguti ‏، ومتصدر الترتيب العام في نهاية المرحلة جيرانت توماس.
| التصنيف العام | التصنيف العام     | التصنيف العام   | التصنيف العام   | التصنيف العام      |        |
| الدراج        | الدراج            | البلد           | الفريق          | الوقت              | السرعة |
| ------------- | ----------------- | --------------- | --------------- | ------------------ | ------ |
| 1.            | جيرانت توماس      | المملكة المتحدة | سكاي            | 15 س 36 دقيقة 40 ث |        |
| 2.            | تيبو بينو         | فرنسا           | إف دي جي        | + 13 ث             |        |
| 3.            | دومينيكو بوزوفيفو | إيطاليا         | أيه إل أم       | + 16 ث             |        |
| 4.            | ميشيل سكاربوني    | إيطاليا         | أستانا          | + 21 ث             |        |
| 5.            | دافيد فورمولو     | إيطاليا         | كانونديل دراباك | + 31 ث             |        |
| 6.            | مايكل اندا        | إسبانيا         | سكاي            | + 36 ث             |        |
| 7.            | هيو كارثي         | المملكة المتحدة | كانونديل دراباك | + 39 ث             |        |
| 8.            | داميانو كاروسو    | إيطاليا         | بي إم سي راسينغ | + 42 ث             |        |
| 9.            | بيير رولان        | فرنسا           | كانونديل دراباك | + 46 ث             |        |
| 10.           | إيمانويل بوتشمان  | ألمانيا         | بورا هانسغروه   | + 48 ث             |        |

### مرحلة 5
هي مرحلة جبلية، أجريت في 21 أبريل 2017، وامتدّت لمسافة 192.5 كيلومتر فاز بالمرحلة تيبو بينو، ومتصدر الترتيب العام في نهاية المرحلة جيرانت توماس.
| الدراج | الدراج | البلد | الفريق | الوقت | السرعة |  |

## التصنيف العام النهائي
| التصنيف العام | التصنيف العام        | التصنيف العام   | التصنيف العام               | التصنيف العام      |        |
| الدراج        | الدراج               | البلد           | الفريق                      | الوقت              | السرعة |
| ------------- | -------------------- | --------------- | --------------------------- | ------------------ | ------ |
| 1.            | جيرانت توماس         | المملكة المتحدة | سكاي                        | 20 س 49 دقيقة 37 ث |        |
| 2.            | تيبو بينو            | فرنسا           | إف دي جي                    | + 7 ث              |        |
| 3.            | دومينيكو بوزوفيفو    | إيطاليا         | أيه إل أم                   | + 20 ث             |        |
| 4.            | ميشيل سكاربوني       | إيطاليا         | أستانا                      | + 27 ث             |        |
| 5.            | مايكل اندا           | إسبانيا         | سكاي                        | + 42 ث             |        |
| 6.            | بيير رولان           | فرنسا           | كانونديل دراباك             | + 52 ث             |        |
| 7.            | إيمانويل بوتشمان     | ألمانيا         | بورا هانسغروه               | + 54 ث             |        |
| 8.            | Danilo Celano ‏       | إيطاليا         | إيطاليا                     | + 54 ث             |        |
| 9.            | إيغان بيرنال         | كولومبيا        | Androni-Sidermec-Bottecchia | + 1 دقيقة 02 ث     |        |
| 10.           | رودولفو توريس (دراج) | كولومبيا        | Androni-Sidermec-Bottecchia | + 1 دقيقة 16 ث     |        |

## تصنيف الفرق

### الفرق حسب الوقت
| تصنيف الفرق حسب الوقت | تصنيف الفرق حسب الوقت       | تصنيف الفرق حسب الوقت | تصنيف الفرق حسب الوقت |        |
| الفريق                | الفريق                      | البلد                 | الوقت                 | السرعة |
| --------------------- | --------------------------- | --------------------- | --------------------- | ------ |
| 1.                    | بي إم سي راسينغ             | الولايات المتحدة      | 62 س 35 دقيقة 31 ث    |        |
| 2.                    | Androni-Sidermec-Bottecchia | إيطاليا               | + 1 دقيقة 58 ث        |        |
| 3.                    | أيه إل أم                   | فرنسا                 | + 2 دقيقة 29 ث        |        |
| 4.                    | أستانا                      | كازاخستان             | + 6 دقيقة 51 ث        |        |
| 5.                    | ويلير تريستينا-سيل إيطاليا  | إيطاليا               | + 9 دقيقة 27 ث        |        |
| 6.                    | سكاي                        | المملكة المتحدة       | + 10 دقيقة 43 ث       |        |
| 7.                    | إف دي جي                    | فرنسا                 | + 17 دقيقة 52 ث       |        |
| 8.                    | كانونديل دراباك             | الولايات المتحدة      | + 21 دقيقة 00 ث       |        |
| 9.                    | Nippo-Vini Fantini          | إيطاليا               | + 33 دقيقة 55 ث       |        |
| 10.                   | Caja Rural-Seguros RGA      | إسبانيا               | + 46 دقيقة 14 ث       |        |

## وصلات خارجية
- الموقع الرسمي
- جيرو ديل ترينتينو 2017 على موقع إحصائيات الدراجات الإحترافية (الإنجليزية)